# Ямна (приток Казачьей)
Ямна — река в России, протекает по Рязанской области. Левая составляющая реки Казачьей.

## География
Река Ямна берёт начало у села Киселёва, протекает мимо деревни Двойники Старожиловского района, затем — в юго-западном направлении по открытой местности. Сливаясь с рекой Радбищей образует реку Казачью. Устье реки находится в 4 км по левому берегу реки Казачьей. Длина реки составляет 15,6 км.
Притоки:
В 4,6 км от устья у села Гремяки Ямна сливается со своим правым притоком, рекой Гремячкой (иногда Ямна рассматривается как левый приток Гремячки).

## Данные водного реестра
По данным государственного водного реестра России относится к Окскому бассейновому округу, водохозяйственный участок реки — Ока от города Рязань до водомерного поста у села Копоново, без реки Проня, речной подбассейн реки — бассейны притоков Оки до впадения Мокши. Речной бассейн реки — Ока.
Код объекта в государственном водном реестре — 09010102212110000025096.